# 소년들 (2014년 영화)
소년들(Jongens, Boys)은 네덜란드에서 제작된 미샤 캄프 감독의 2014년 드라마 영화이다. 헤이스 블롬 등이 주연으로 출연하였다.

## 출연

### 주연
- 헤이스 블롬
- 코 잔드블리엣

### 조연
- 톤 카스
- 페르디 스토프밀
- 리프카 로데이전